# Ulita

ulita suchozemského plže – zemounek lesklý Zonitoides nitidus – je pravotočivá.
nahoře: poloha vrcholová
uprostřed: poloha základní
dole: poloha píštělová

Ulita je schránka plžů. Je většinou spirálně vinutá.
Plži, kteří nemají ulitu, se nazývají nazí plži.

## Levotočivá a pravotočivá ulita

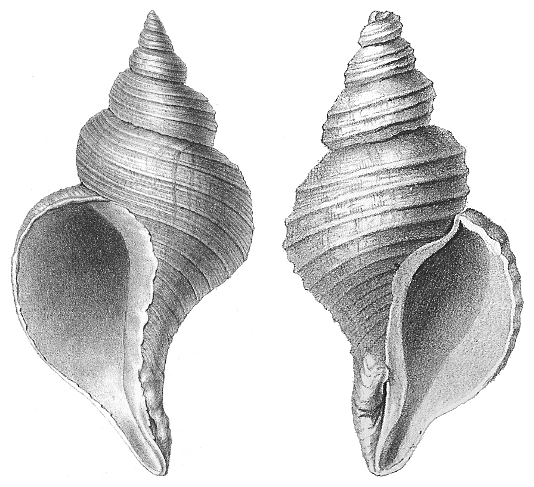
Levotočivá (obrázek vlevo) a pravotočivá (obrázek vpravo) ulita vyhynulého plže Neptunea angulata.

Ulity, které jsou spirálně vinuté, lze podle pozice ústí v základní poloze (vrchol směřuje nahoru, ústí k pozorovateli) rozlišit na levotočivé a pravotočivé.
Většina druhů plžů má ulitu pravotočivou, menší počet druhů má ulitu levotočivou. Vždy záleží na konkrétním druhu. Existuje však několik druhů, u kterých se vyskytují jedinci pravotočiví či levotočiví stejně často, např. Amphidromus perversus.
U druhů čeledi okružákovití jsou ulity zpoštělé (planispirální), některé mají vnořený vrchol, atd. a tak nelze pouze podle ulity rozlišit levotočivost či pravotočivost. Anatomicky bylo zjištěno, že okružákovití jsou levotočiví.
U druhů, které mají normálně ulitu pravotočivou, se může velmi výjimečně vyskytnout jedinec, který má ulitu levotočivou. Takové levotočivé ulity jsou pak vyhledávány sběrateli jako sběratelské rarity.

## Termíny ulit
- embryonální ulitka (protokoncha, protoconcha) – první část ulity (u plžů) nebo schránky (u hlavonožců) na jejím vrcholu, často s odlišnou strukturou.
- heterostrofní ulita – ulita, kdy se tvarově nebo strukturou odlišují první (larvální) závity od ostatních závitů.

## Typy tvarů ulit
Existuje mnoho tvarů ulit, které jsou označovány různými názvy. Některé ulity však přesto nelze přesně zařadit k těmto názvům typických tvarů, protože mohou být přechodného tvaru nebo úplně nepravidelného tvaru.
Podle překrývání závitů
- ulita evolutní = ??? ulita, kdy se závity dotýkají. Evolutní schránka = schránka se širokou píštělí, schránka volně vinutá (závity se nedotýkají) [zdroj?]
- ulita konvolutní = ulita, kdy se závity překrývají.
- ulita involutní – ulita plžů, kdy koncový závit překrývá všechny ostatní, píštěl je více či méně redukovaná, např. zavinutcovití.

Podle vinutí závitů
- orthostylní ulita nebo orthostylní cívka má vinutí slabé nebo rovné a není možný průhled odspodu až do vrcholu ulity. Většina našich plžů. Opakem je cívka strofostylní.
- strofostylní ulita nebo strofostylní cívka má vinutí tak značné, že je možný průhled odspodu až do vrcholu ulity. Např. slimáčnice průhledná, plovatka bahenní, …

Podle celkového tvaru
- „ve tvaru štítu“ (německy: schildförmig) – např. člunicovití
- „ve tvaru čepice“ (německy: mützenförmig) – např. kamomil říční (Ancylus fluviatilis)
- ulita planispirální (diskoidální) (německy: scheibenförmig) = tvar ulity, kdy šířka výrazně přesahuje výšku ulity, např. okružákovití.
- valvatoid – např. točenka (Valvata)
- německy: halbeiförmig – např. zubovcovití (Neritidae)
- kulovitá (německy: kugelig) – např. hlemýžď zahradní
- kulovitá nafouknutá (německy: kugelig aufgeblassen) – např. uchatka nadmutá (Radix auricularia)
- kuželovitá kónická (německy: konisch) – např. Emmericiidae
- turbiniformní – podobného tvaru jako kuželovitá, avšak s výrazně větším ústím
- oválná, vejčitá (německy: eiförmig) – např. vývěrka (Belgrandiella)
- válcovitá (německy: walzenförmig)
- ulita kuželovitá (německy: kegelförmig) – ulita nízce kuželovitá (trochiformní) mívá menší počet závitů než věžovitá ulita. Patří mezi nejprimitivnější typy ulit.
- ulita věžovitá (německy: turmförmig, případně také nadelförmig). Např. Někdy je piskořka hrbolkovitá (Melanoides tuberculatus) uváděna jako turmförmig a jindy jako nadelförmig. Pokud se rozlišují tyto termíny, pak:
  - turmförmig má např. Bythiospeum
  - ulita věžovitá (turriformní) (německy: nadelförmig) = vysoká, špičatá ulita, např. piskořka hrbolkovitá.
- ulita vřetenovitá (fusiformní) – tvar ulity, kdy koncový závit je vzhledem ke kotouči velmi vysoký.
- ulita vřetenovitá zkrácená – tvar ulity, kdy je kotouč malý a ústí zaujímá většinu výšku ulity.

## Příklady tvarů některých ulit

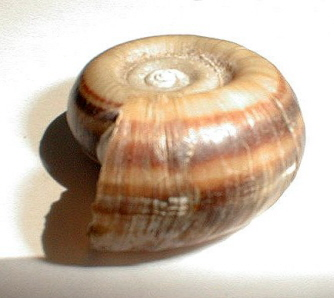
ulita planispirální – Marisa cornuarietis
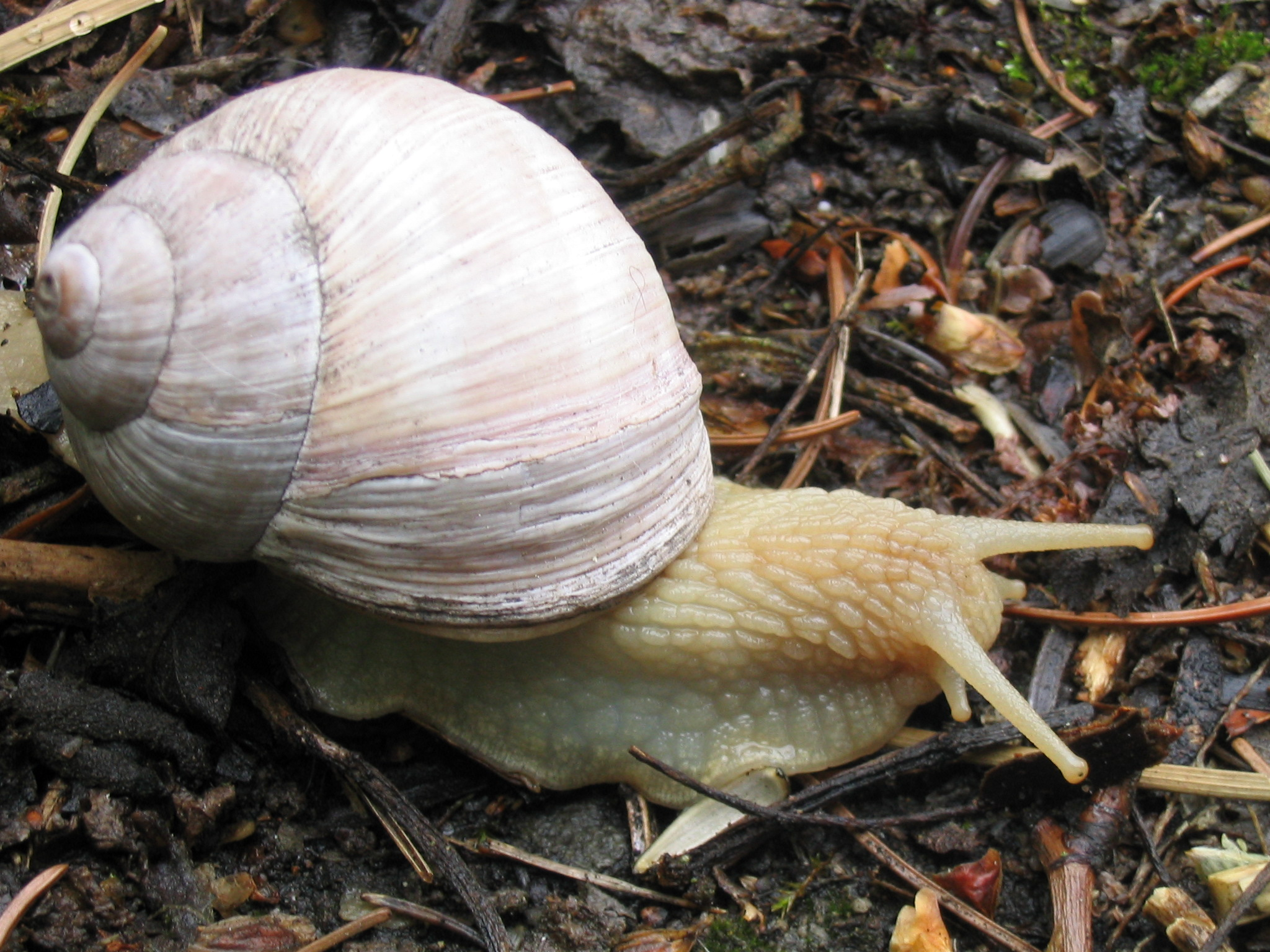
ulita kulovitá – hlemýžď zahradní
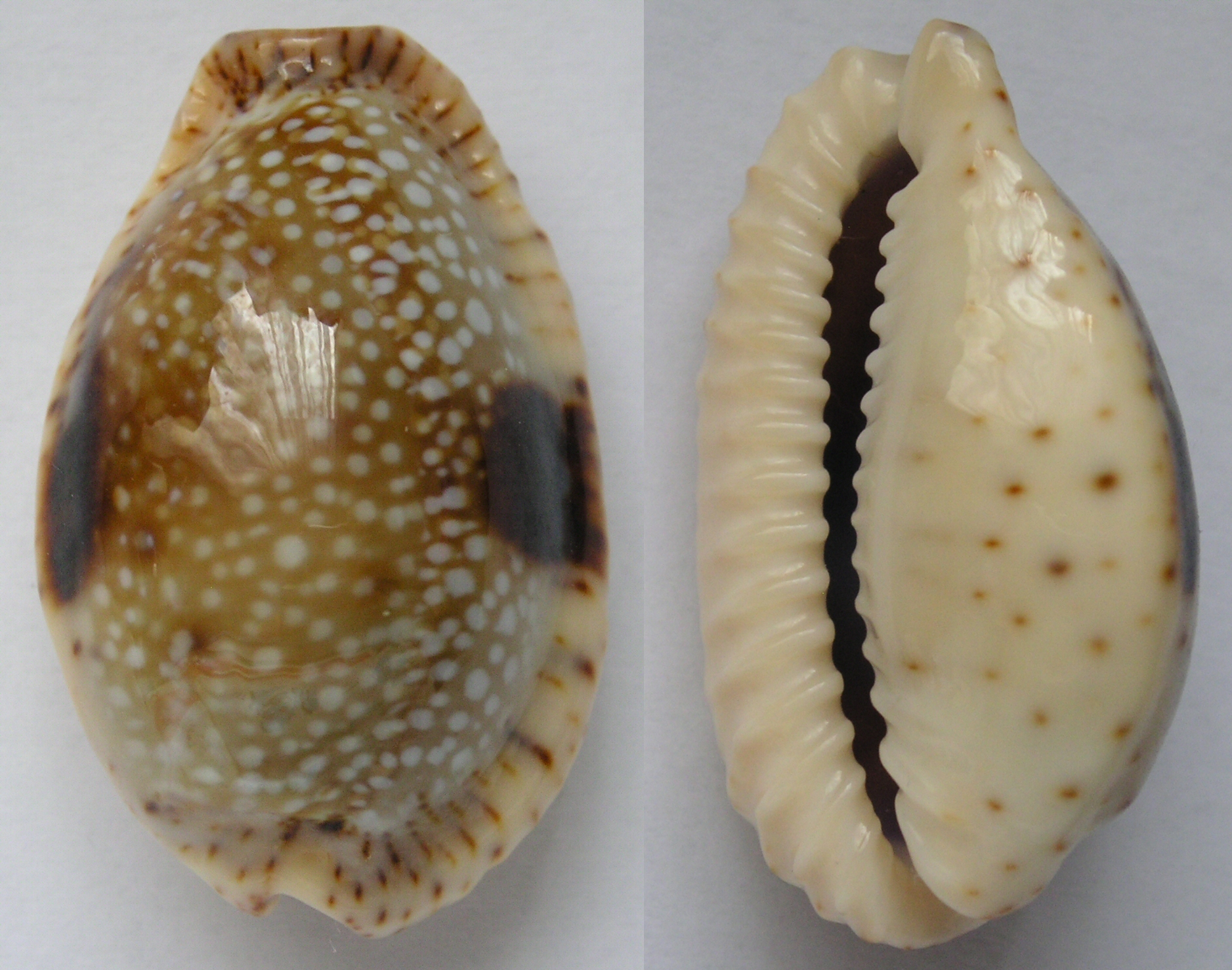
ulita involutní – Cypraea nebrites
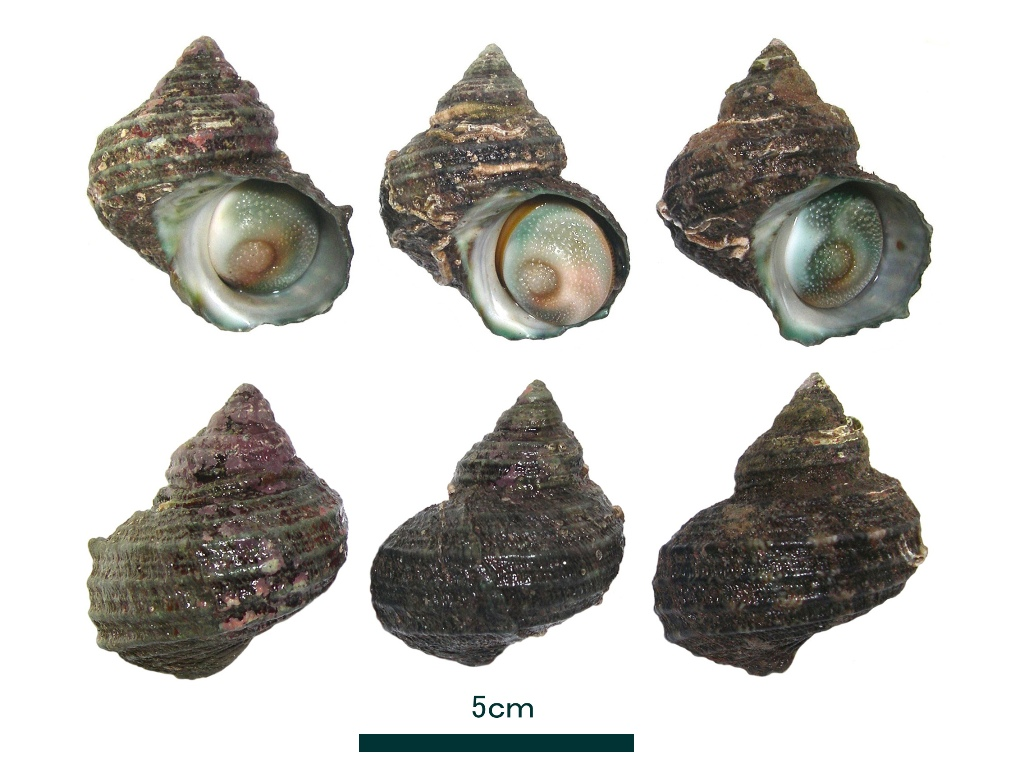
ulita turbiniformní – Turbo chinensis
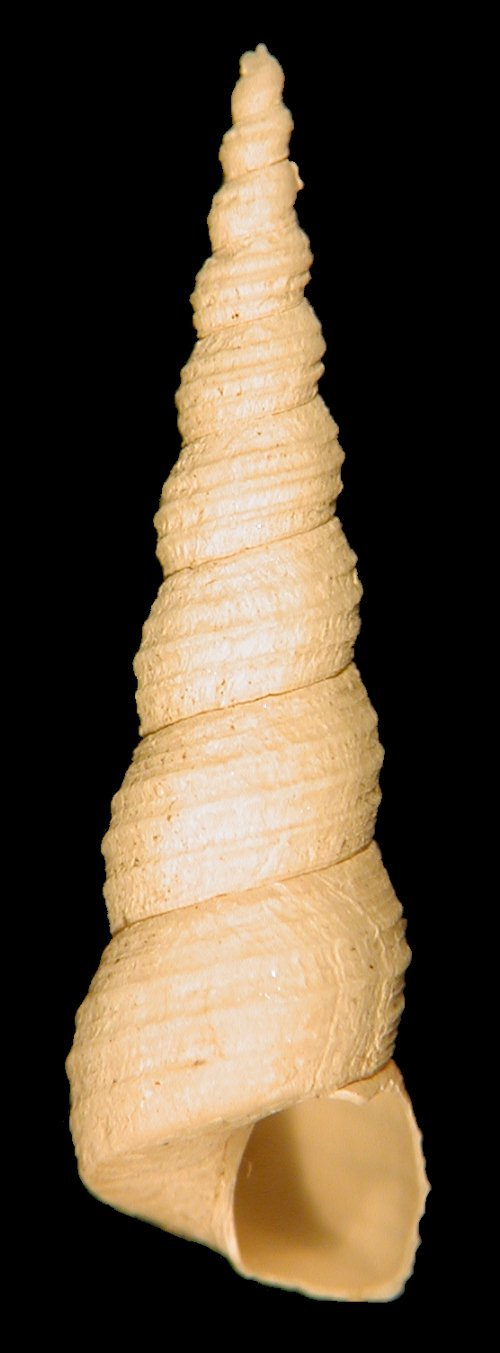
ulita věžovitá – Turritella communis